# 李维克·伽塔克

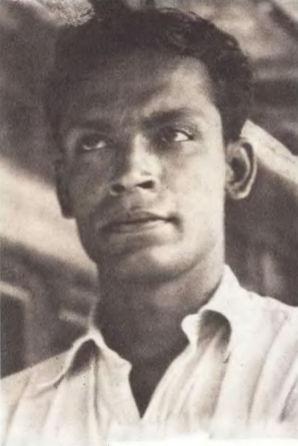
李维克·伽塔克

李维克·伽塔克（1925年11月4日 – 1976年2月6日) 是印度电影导演、编剧、演员和剧作家。 李维克·伽塔克曾是印度共产党党员，1955年被开除出党。 1974年，他获得印度国家电影奖。1970 年，印度政府授予他莲花士勋章。 